# Matteo Cantacuzeno
Matteo Cantacuzeno, (in greco Ματθαίος Ασάνης Καντακουζηνός?, Matthaios Asanēs Kantakouzēnos; in bulgaro Матей Асен Кантакузин?, Matey Asen Kantakuzin (Mistra, 1325 circa – Mistra, tra il 1383 e il 1390), fu despota di Morea e imperatore usurpatore dell'Impero bizantino dal 1353 al 1357.
Era figlio dell'imperatore bizantino Giovanni VI Cantacuzeno (1292-1383) e di Irene Asanina.

## Biografia
Fu al fianco del padre nella guerra civile contro il legittimo imperatore Giovanni V Paleologo e la madre di questi Anna di Savoia. Si sposò nel 1340 o nel 1341 con Irene Paleologa a Tessalonica.
Quando il padre salì al trono, Matteo fu nominato coimperatore ed erede (1354), e persistette nella rivendicazione della corona e nella guerra contro Giovanni V anche dopo l'abdicazione del padre, fino al 1357. Infine fu sconfitto e si ritirò presso il fratello Manuele Cantacuzeno despota di Morea, al quale succedette nel despotato nel 1380 e governò per brevissimo tempo. Uno dei suoi ultimi atti ufficiali fu rinunciare al titolo di capo politico in favore di suo figlio Demetrio I. I Paleologi, risultati vittoriosi nella battaglia che si scatenò per il possesso dei territori imperiali e la conquista dei domini bramati nella guerra civile precedente, inclusa la Morea, allontanarono Demetrio e questo fu sostituito da Teodoro I Paleologo nel 1383.
Manuele Cantacuzeno morì tra il 1383 e il 1390.

## Discendenza
Per quanto è noto, dal matrimonio con Irene Paleologa nacquero almeno sei figli:
- Giovanni Cantacuzeno (1342 - 1361), despota.
- Demetrio I Cantacuzeno (1343 - 1383), sebastocratore e suo successore alla guida del despotato di Morea.
- Teodora Cantacuzena, suora.
- Elena Asanina Cantacuzena, sposò Louis Fadrique, conte di Salona.
- Maria Cantacuzena, sposò Giovanni Laskaris Calofero, senatore di Cipro .
- Teodoro Cantacuzeno, ambasciatore del Regno di Francia e della Repubblica di Venezia[5].

## Ascendenza
|                                             |                                |                                             | Genitori                                   |  |  | Nonni |  |  | Bisnonni |  |  | Trisnonni |  |
|                                             |                                |                                             |                                            |  |  |       |  |  | …        |  |  | …         |  |
|                                             |                                |                                             |                                            |  |  |       |  |  | …        |  |  | …         |  |
|                                             |                                | …                                           |                                            |  |  |       |  |  | …        |  |  |           |  |
| Michele Cantacuzeno, despota di Morea       |                                |                                             |                                            |  |  |       |  |  | …        |  |  |           |  |
|                                             |                                | …                                           | …                                          |  |  |       |  |  |          |  |  |           |  |
|                                             |                                | …                                           | …                                          |  |  |       |  |  |          |  |  |           |  |
|                                             |                                | …                                           | …                                          |  |  |       |  |  |          |  |  |           |  |
| Giovanni VI Cantacuzeno, basileus dei Romei |                                | …                                           |                                            |  |  |       |  |  |          |  |  |           |  |
|                                             |                                | …                                           | …                                          |  |  |       |  |  |          |  |  |           |  |
|                                             |                                | …                                           | …                                          |  |  |       |  |  |          |  |  |           |  |
|                                             |                                | …                                           | …                                          |  |  |       |  |  |          |  |  |           |  |
| Teodora Paleologa Cantacuzena Angela        |                                | …                                           |                                            |  |  |       |  |  |          |  |  |           |  |
|                                             |                                | …                                           | …                                          |  |  |       |  |  |          |  |  |           |  |
|                                             |                                | …                                           | …                                          |  |  |       |  |  |          |  |  |           |  |
|                                             |                                | …                                           | …                                          |  |  |       |  |  |          |  |  |           |  |
| Matteo Cantacuzeno                          |                                | …                                           |                                            |  |  |       |  |  |          |  |  |           |  |
|                                             | Ivan Asen III, zar di Bulgaria | …                                           |                                            |  |  |       |  |  |          |  |  |           |  |
|                                             | Ivan Asen III, zar di Bulgaria | …                                           |                                            |  |  |       |  |  |          |  |  |           |  |
|                                             | Ivan Asen III, zar di Bulgaria | …                                           |                                            |  |  |       |  |  |          |  |  |           |  |
| Andronico Asen                              | Ivan Asen III, zar di Bulgaria |                                             |                                            |  |  |       |  |  |          |  |  |           |  |
|                                             |                                | Irene Paleologina                           | Mico Asen, zar di Bulgaria                 |  |  |       |  |  |          |  |  |           |  |
|                                             |                                | Irene Paleologina                           | Mico Asen, zar di Bulgaria                 |  |  |       |  |  |          |  |  |           |  |
|                                             |                                | Irene Paleologina                           | Maria Asenina di Bulgaria                  |  |  |       |  |  |          |  |  |           |  |
| Irene Asanina                               |                                | Irene Paleologina                           |                                            |  |  |       |  |  |          |  |  |           |  |
|                                             |                                | Michele Ducas Glabas Tarchaneiotes          | Michele VIII Paleologo, basileus dei Romei |  |  |       |  |  |          |  |  |           |  |
|                                             |                                | Michele Ducas Glabas Tarchaneiotes          | Michele VIII Paleologo, basileus dei Romei |  |  |       |  |  |          |  |  |           |  |
|                                             |                                | Michele Ducas Glabas Tarchaneiotes          | Teodora Ducas Vatatzina                    |  |  |       |  |  |          |  |  |           |  |
| N. Tarchanaiotissa                          |                                | Michele Ducas Glabas Tarchaneiotes          |                                            |  |  |       |  |  |          |  |  |           |  |
|                                             |                                | Maria Ducaina Comnena Palaiologina Branaina | …                                          |  |  |       |  |  |          |  |  |           |  |
|                                             |                                | Maria Ducaina Comnena Palaiologina Branaina | …                                          |  |  |       |  |  |          |  |  |           |  |
|                                             |                                | Maria Ducaina Comnena Palaiologina Branaina | …                                          |  |  |       |  |  |          |  |  |           |  |
|                                             |                                | Maria Ducaina Comnena Palaiologina Branaina |                                            |  |  |       |  |  |          |  |  |           |  |